# Нана Аддо Данква Акуфо-Аддо
Нана Аддо Данква Акуфо-Аддо (англ. Nana Akufo-Addo; нар. 29 березня 1944) — президент Гани, на посаді з січня 2017 року.
Раніше він займав пост генерального прокурора (2001—2003), міністра закордонних справ Гани (2003—2007).
Акуфо-Аддо балотувався на пост президента в 2008 і 2012 роках, обидва рази в ролі кандидата від Нової патріотичної партії (НПП), але зазнав поразки в обох випадках від кандидатів Національного демократичного альянсу (НДА):1)від Джона Атта Міллса у 2008 році; 2)Джона Драмані Махами в 2012 році. Він був обраний кандидатом від НПП на пост Президента в 2016 році, перемігши Махаму в першому турі(набравши 53,83 % голосів).
У грудні 2021 року Нана-Акуфо Аддо зобов'язується залишатися лише в двох складових і не представляти себе в 2024 році.

## Молодість і освіта
Акуфо-Аддо народився в Аккрі (Гана), відомій ганській королівській і політичній родині, син Едварда і Аделін Акуфо-Аддо. Його батько був третім головним суддею з 1966 по 1970 рік, головою конституційної комісії 1967-68 і представницьким президентом Гани з 1970 до 1972 р.
Початкову освіту здобув у державній школі для хлопчиків, Адабрака. Після закінчення школи в 1962 році навчався у Великій Британії в Ленсінг-коледжі (Суссекс) на курсі «Філософія, політика і економіка», проте незабаром повернувся в Гану. Працював учителем у школі при Академії Аккри, потім вивчав економіку в Університеті Гани, де отримав бакалавра з економіки в 1967 році. Пізніше вивчав право у Великій Британії. В липні 1971 року створив юридичну корпорацію Міддл-Темпл, в 1975 році вступив до адвокатури в Гані. Працював в паризькому філії американської фірми Courdet Freres. У 1979 році заснував свою юридичну фірму Премпе і Ко.

## Політичне життя
Участь Акуфо-Аддо в політиці почалася в кінці 1970-х років, коли він приєднався до Народного руху за свободу і справедливість. У травні 1995 року він приєднався до широкої групи еліт, яка сформувала Альянс за зміни, союз, який організував демонстрації проти неоліберальної політики, такі, як введення податку на додану вартість та порушень прав людини. Опозиційний альянс згодом розпався через намагання лідерів зайняти керівні посади. У 1990-і роки він сформував організацію за громадянські права під назвою Комітет Гани з прав людини і народів.

###### Президентські вибори
У жовтні 1998 року Акуфо-Аддо змагався за президентське крісло від НПП, але програв Джону Куфуору, який згодом переміг на президентських виборах в грудні 2000 року і вступив на посаду президента Гани в січні 2001 року. Акуфо-Аддо був головним суперником для Куфуора на виборах 2000 року. Він став першим генеральним прокурором і міністром юстиції епохи Куфуора, а потім перейшов до Міністерства закордонних справ і Нового партнерства в інтересах розвитку Африки.
У 2008 році Акуфо-Аддо знову змагався за пост президента від Нової патріотичної партії, його противником був Джон Атта Міллс. У першому турі голосування Атта Міллс набрав 49,13 %, що було нижче конституційного порога 50 %, щоб стати переможцем відразу. Але у другому турі Акуфо-Аддо програв вибори.
Акуфо-Аддо знову був кандидатом в президенти від НПП в 2012 році. На цих виборах переміг Джон Драмані Махама, однак результат був оскаржений Акуфо-Аддо. Судова справа викликала значний резонанс, остаточне рішення прийняв Верховний суд Гани на користь Джона Драмані Махама. Акуфо-Аддо прийняв вердикт на користь економічної стабільності і міжнародної ділової репутації.
У березні 2014 року Акуфо-Аддо оголосив про своє рішення домагатися висунення своєї партії втретє напередодні виборів 2016 року. У праймеріз, проведених в жовтні 2014 року його було оголошено переможцем з 94,35 % голосів. Акуфо-Аддо також служив як голова місії спостерігачів Співдружності на південноафриканських виборах в 2014 р.
30 листопада Акуфо-Аддо отримав схвалення Конгресу партії в північному регіоні Гани. Він зосередив свою кампанію на економіці, пообіцявши стабілізувати обмінний курс іноземної валюти і знизити рівень безробіття. 9 грудня 2016 року, чинний президент Махама визнав свою поразку на користь Акуфо-Аддо. Акуфо-Аддо переміг на виборах з 53,83 % голосів проти Махама з 44,4 %.

## Президент Гани
Акуфо-Аддо вступив на посаду 7 січня 2017 р. Урочиста інавгурація відбулася на площі Стар-Блек в Аккрі. Дванадцять президентів африканських і європейських країн взяли участь у церемонії, в тому числі Едгар Лунгу із Замбії, Ас-Сісі з Єгипту, Алассан Уаттара з Кот-д'Івуара і Мухаммаду Бухарі з Нігерії.

## Особисте життя
Одружений з Ребекою Акуфо-Аддо. У них є п'ять дочок.